# حسن مسلمی نائینی
حسن مسلمی نائینی (زاده ۱۲ تیر ۱۳۴۴ نائین) استاد تمام دانشگاه تربیت مدرس تهران در رشته مکانیک گرایش مهندسی ساخت و تولید می‌باشد. وی مدیرکل بورس دانشجویان وزارت علوم تحقیقات و فناوری در دولت دهم ایران و معاون سازمان امور دانشجویان کشور از سال‌ ۱۳۹۰ تا ۱۳۹۲ بود. وی به‌دنبال انتصاب روح‌الله دهقانی فیروزآبادی به سرپرستی معاونت علمی و فناوری ریاست‌جمهوری در ۱۰ آبان ۱۴۰۱ به پیشنهاد هیئت امنای جهاد دانشگاهی و با تأیید شورای عالی انقلاب فرهنگی به‌عنوان رئیس جهاد دانشگاهی کشور منصوب شد.

## پیشینه علمی
او مدرک مهندسی مکانیک- طراحی جامدات خود را تیرماه ۱۳۶۸ در مقطع کارشناسی از دانشگاه صنعتی اصفهان اخذ نمود سپس تحصیلات تکمیلی خود را با موفقیت در کسب بورس جمهوری اسلامی ایران در مقطع کارشناسی ارشد مهندسی مکانیک - طراحی کاربردی در دانشگاه تربیت مدرس تهران به اتمام رسانده و دوره دکتری خود را با بورس مشترک دولت ژاپن و دولت جمهوری اسلامی ایران از فروردین ۱۳۷۴ در دانشگاه توکیو، مؤسسه علوم صنعتی، آزمایشگاه پروفسور کیوچی – ژاپن آغاز کرد وی در بهمن ۱۳۷۸ از رساله دکتری خود با عنوان «مطالعه روش‌های طراحی غلتکهای فرایند شکل دهی مجدد لوله‌های غیر گرد» (به زبان ژاپنی) دفاع کرد.
حسن مسلمی نائینی طی دوران تدریس خود در دانشگاه تربیت مدرس به تدریس دروس مقاطع کارشناسی، کارشناسی ارشد و دکترا مشغول بوده‌است. در سوابق پژوهشی این استاد تمام دانشگاه تربیت مدرس می‌توان به انتشار بیش از 145 مقاله در کنفرانس‌های ملی و بین‌المللی و همچنین دارا بودن بالغ‌بر 140 مقاله در مجلات علمی و پژوهشی و علمی ترویجی و انتخاب به‌عنوان دانشجو ، پژوهشگر و رساله برتر در دانشگاه تربیت مدرس اشاره کرد.  وی همچنین تاکنون مسئولیت هدایت و مشاوره رساله دکتری بیش از ۱۳ دانشجوی دکتری و بیش از ۴۳ دانشجوی کارشناسی ارشد را به عهده داشته‌است. حسن مسلمی نائینی به عنوان یکی از سه استاد برتر دانشگاه تربیت مدرس از نگاه دانشجویان در سال ۹۲ معرفی شد.

## سوابق اجرایی
از سوابق اجرایی حسن مسلمی نائینی می‌توان به جهاد دانشگاهی ، دانشگاه تربیت مدرس، وزارت علوم، تحقیقات و فناوری، دانشگاه پیام نور، مشاور امور دانشگاهیان استاندار استان اصفهان، انجمن مهندسی ساخت و تولید ایران، هیئت تحریریه مجله فنی مهندسی - مکانیک دانشگاه تربیت مدرس، هیئت تحریریه مجله مکانیک دانشگاه آزاد اسلامی واحد خمینی شهر، هیئت امنای باشگاه دانش پژوهان جوان وزارت آموزش و پرورش، شورای عالی پژوهش گروه صنعتی سدید، شورای عالی پژوهش شرکت لوله و تجهیزات سدید، مشاور وزیر در امور ایثارگران، قائم مقام معاونت دانشجوی و مدیر کل امور دانشجویان داخل، عضو کمیته پدافند غیر عامل وزارت علوم، عضو شورای ارزشیابی مدرک تحصیلی خارج از کشور، عضو شورای فناوری اطلاعات سازمان امور دانشجویان، عضو کمیته علمی مشترک جمهوری اسلام ایران و جمهوری ترکیه اشاره کرد.

### مخالفت با ادامه تحصیل مشائی در دانشگاه تربیت مدرس
حسن مسلمی نائینی در خصوص ادامه تحصیل اسفندیار رحیم مشائی با ارسال نامه‌ای به محمود احمدی‌نژاد از ایشان خواست تا توصیه نماید که رحیم مشائی از ادامه تحصیل خودداری کند. اسفندیار رحیم مشائی در سال ۱۳۸۹ در مقطع کارشناسی ارشد حقوق بین‌الملل دانشگاه تربیت مدرس قبول شده بود.

## مسئولیت در معاونت بورس و امور دانشجویان خارج
با تشکیل سازمان امور دانشجویان وزارت علوم تحقیقات و فناوری در سال ۱۳۹۰، حسن مسلمی معاونت بورس و امور دانشجویان خارج را عهده‌دار شد. دوران مسئولیت وی به عنوان مدیرکل بورس و معاونت بورس و امور دانشجویان از دوران طلایی اعزام دانشجویان ایرانی خصوصاً از مناطق محروم و دانشگاهه‌های غیر تهرانی جهت بورس تحصیلی به‌شمار می‌آید در دوران وی به‌طور متوسط سالیانه حدود ۳۰۰ دانشجو جهت دریافت کمک هزینه تحصیلی جمهوری اسلامی ایران برای دوره تحصیلات تکمیلی انتخاب و اعزام شدند.

### مخالفت با حذف ارز دانشجویی
به گزارش خبرآنلاین در ۸ مرداد ۱۳۹۱ به دنبال شنیده شدن زمزمهٔ حذفِ ارز دانشجویی، حسن مسلمی نائینی که مسئولیت مدیر کل اداره کل بورس و امور دانشجویان خارج وزارت علوم را برعهده‌داشت اعلام کرد که ارز دانشجویی از ارزهای غیرضروری نیست که لازم به حذف آن باشد. وی اعلام‌داشت که فعلاً صلاح نیست تصمیمی برای حذف ارز دانشجویی گرفته شود، و به نظر وی این ارز دانشجویی از انواع ارزهای غیرضروری محسوب نمی‌شود و نباید حذف شود. ۸۳ درصدِ دانشجویانی که خارج از کشور تحصیل می‌کنند، در مقطع تحصیلات تکمیلی هستند و چون داخل کشور ظرفیت تحصیل آن‌ها فراهم نبوده‌است مجبور به رفتن هستند و برای‌همین نباید ارزِ آن‌ها را حذف کرد.

## ادعای تخلف در اعطای بورس تحصیلی
پس روی کار آمدن دولت یازدهم و تعیین وزیر علوم زمزمه‌هایی مبنی بر غیرقانونی بودن و تخلف در اعطای بورسیه تحصیلی دکتری دانشجویان بورسیه مطرح شد چنان‌که مجتبی صدیقی معاون وزیر علوم، جواد هروی نماینده مجلس شورای اسلامی و محمدرضا رضوان طلب رئیس مرکز جذب اعضای هیئت علمی وزارت علوم در مصاحبه‌های جداگانه مدعی تخلف توسط ۳۰۰۲، ۳۷۰۰ و ۳۷۰۲ نفر از دانشجویان بورسیه شدند. به‌طور مثال مجتبی صدیقی در مصاحبه خود با ایران نیوز۲۴ گفت ۳۰۰۲ نفر از دانشجویان بدون آزمون به بورس داخل و خارج اعزام شدند درحالی‌که مطابق قانون اعزام دانشجو به خارج از کشور و بر اساس دستورالعمل اعطاء بورس دکتری، دانشجویان نخبه بدون شرکت در آزمون کتبی می‌توانند برای دوره دکتری یا بورس درخواست دهند این در حالیست که همه دانشجویان بورسیه برخلاف ادعای نامبردگان حداقل دو آزمون شفاهی (مصاحبه) را طی کرده بودند. همچنین محمدرضا رضوان طلب آمار بورسیه‌های غیرقانونی دولت دهم را ۳۷۰۲ نفر بیان کرد درحالی‌که رضا فرجی دانا -وزیر علوم وقت- در روز جلسه استیضاح خود در مجلس شورای اسلامی دربارهٔ دانشجویان بورسیه گفت: «در مجموع ۷۰۳ نفر فاقد شرایط لازم هستند» و حسن مسلمی نائینی در خصوص ادعاهای بدون سند مدعیان تخلف گفت اگر تخلفی شده سند آن را ارائه دهید و از نظر حقوقی اثبات کنید.

### ماجرای انتشار اسامی ۷۴۹ نفر از دانشجویان بورسیه
پس از ادعاهای مجتبی صدیقی، جواد هروی و محمدرضا رضوان طلب در خصوص تخلف در بورسیه‌های دولت دهم، علی غزالی اسامی ۷۴۹ نفر از دانشجویان بورسیه را در صفحه فیسبوک خودش منتشر کرد اگر چه وی صریحاً یادآور شد همه این افراد متخلف نیستند ولی هجمه روانی ایجاد شده بر جامعه سبب شده بود از آن‌ها به عنوان بورسیه‌های غیرقانونی یاد شود. طی این رویداد و درخواست پیگیری برای افشای اسناد دولتی، مجتبی صدیقی تقصیر را به گردن دولت احمدی‌نژاد انداخت که بلافاصله با واکنش منتشرکننده اسامی مواجه شد چنان‌که علی غزالی در پاسخ به نظر مجتبی صدیقی مبنی بر پیگیری حقوقی عوامل نشر اسامی نوشت: «آقای صدیقی یادت هست چه کسی اسناد را به من داد؟» و یادآور شد که خود مجتبی صدیقی اسناد را در اختیار وی قرار داده است. جهان نیوز در این باره به نقل از علی غزالی نوشت «جناب آقای صدیقی شما خوب به خاطر دارید که در زمانی که آقای توفیقی سرپرست وزارت علوم بودند و هنوز آقای فرجی دانا برای وزارت معرفی نشده بودند در آن اتاق گوشه‌ای طبقه ۱۳ شهرک غرب چه کسی این اسناد و اسامی را به بنده داد و در این مدت چه کسی برای انتشارش مدام تماس می‌گرفت و پیغام می‌داد و ما هم بنا به صلاحدید و شرایط، تحریک محرکان نشدیم و اگر اکنون هم فکر می‌کنید که ما ابزار شده‌ایم ...»

### پیگیری اتهام تخلف بورسیه‌ها
یک ماه پس از استیضاح رضا فرجی‌دانا و تشکیل کمیته بررسی بورسیه‌های غیرقانونی در مجلس شورای اسلامی، سلطانی‌صبور که عضو کمیته مذکور می‌باشد ضمن بیان اینکه بحث تخلف بورسیه‌ها اساساً یک ادعا بوده و نه اتهام، ادعای تخلف ۳۰۰۲ یا ۳۷۰۰ یا ۳۷۰۲ نفر را رد کرده و آن را دروغ خواند از سوی دیگر محمد علی پورمختار رئیس کمیسیون اصل نود اعلام کرده که ۲۱۰۰ پرونده از این بورسیه‌ها «بدون اشکال» هستند. همچنین وزارت علوم در اطلاعیه خود تلویحاً به اشتباه خود اقرار کرده و نوشت: «از حاشیه‌سازی‌هایی که برای دانشجویان بورسیه صورت گرفت متأسفیم» در همین حال دانشجویان بورسیه وزارت علوم با ارسال نامه‌ای سرگشاده از دستگاه قضایی کشور خواستند تا مدارک دانشجویان بورسیه را بازبینی و با تهمت‌زنندگان برخورد قضایی کند ضمن آنکه ایشان از رضا فرجی دانا و معاونانش به منظور اعاده حیثیت خود به دادستانی کل کشور شکایت کردند. سرانجام وزارت علوم نتایج بررسی پرونده‌های دانشجویان بورسیه را در روز جمعه، دوم آبان ماه ۱۳۹۳ اعلام کرد که طی آن ۳۶ نفر به دلیل اظهارات غیرواقعی و گمراه‌کننده از تحصیل و بورسیه محروم شدند و ۵۰۸ نفر با عنوان آنچه وزارت علوم آن را عدم تکمیل مدارک، نظیر جایابی و غیره عنوان کرده‌است لغو بورسیه شدند بلافاصله پس از اعلام رسمی گزارش وزارت علوم، دانشجویان بورسیه اعلام کردند که شکایت خود را از آقایان رضا فرجی دانا و مجتبی صدیقی که ۳۷۷۲ نفر را با عنوان بورسیه‌های غیرقانونی متهم کرده و خطای عده‌ای معدود را به تعداد قابل توجهی از نخبگان کشور تعمیم داده بودند تقدیم دستگاه قضائی خواهند کرد